# El Real de Gandia (kommun)
El Real de Gandia är en kommun i Spanien.   Den ligger i provinsen Província de València och regionen Valencia, i den östra delen av landet, 300 km sydost om huvudstaden Madrid. Antalet invånare är 2 257. Arean är 6,1 kvadratkilometer. El Real de Gandia gränsar till Gandia, Almoines, Palma de Gandía och Beniarjó. 